# Кралски музеи на изящните изкуства на Белгия
Кралските музеи на изящните изкуства на Белгия (на френски: Musées royaux des Beaux-Arts de Belgique, на нидерландски: Koninklijke Musea voor Schone Kunsten van België) е музеен комплекс в Брюксел и Иксел (Белгия). 
Кралските музеи съдържат над 20 000 рисунки, скулптури и картини, обхващащи период от началото на 15 век до наши дни, като тези на старите фламандски майстори Питер Брьогел Стари, Рогир ван дер Вейден, Робер Кампен, Антонис ван Дайк, Якоб Йорданс и Петер Паул Рубенс, което го прави най-популярната арт институция и най-посещаваният музеен комплекс в Белгия. Музеят „Магрит“ съхранява най-голямата в света колекция от творби на сюрреалиста Рене Магрит.
Комплексът включва шест музея: 
В Брюксел
- Кралски музей на старинното изкуство (Musée royal d'art ancien à Bruxelles)
- Кралски музей на модерното изкуство (Musée royal d'art moderne à Bruxelles)
- Музей „Магрит“ (Musée Magritte)
- Музей „Край на века“ (Musée Fin de siècle)

В Иксел
- Музей „Вирц“ (Musée Wiertz)
- Музей „Мьоние“ (Musée Meunier).

## История

### Ранна история
Музеят е основан през 1801 г. от Наполеон и е открит през 1803 г. като Музей на изящните изкуства на Брюксел (на фр.: Musée des Beaux-Arts de Bruxelles, на нидерл.:  Museum voor Schone Kunsten van Brussel). Той заема четиринадесет зали на бившия Дворец на Карл Лотарингски, известен като „Стария двор“. Първата колекция – ядро на настоящите колекции на старинно изкуство, се състои от селекция от иззети, но изоставени през 1798 г. от Френската република произведения на изкуството, разширени с две пратки от Париж през 1802 и 1811 г., както и от върнати произведения, отнети от републиката през 1815 г. По-късно, по време на нидерландския период, крал Вилем I спонсорира разширяването на колекцията през 1817 и 1819 г. Това води до построяването на две крила в сегашния Дворец на националната индустрия, открит през 1830 г. (на френски: Place du Musée; на нидерландски: Museumplein).
След независимостта на Белгия музеят, принадлежащ на Община Брюксел от 1811 г., е преотстъпен на Белгийската държава през 1841 г. Прехвърлянето на колекцията за съвременно изкуство от Министерството на вътрешните работи през 1834 г. е в основата на Отдела за модерно изкуство. През 1845 г. с Кралски указ е решено музеят да получава произведения на изкуството на починали и живи белгийски художници. Създадена е национална комисия за подбор на значими произведения на изкуството. Първият президент на комисията е граф дьо Бофор. Други членове са Гюстав Вапер, Франсоа-Жозеф Навез, Гийом Гефс, Йожен Симонис, Тилман-Франсоа Суис и Луиджи Каламата. Много от тези членове-основатели са активни в Кралската академия на науките, писмената и изящните изкуства на Белгия.
До 1878 г. Брюкселският салон – периодична изложба на творби на живи художници, се провежда в бившите апартаменти на Карл Александър Лотарингски. Тази ситуация не е идеална, защото постоянната колекция трябва да бъде временно съхранявана или покрита по време на изложба. Освен това изложителите се оплакват, че всички картини не са осветени еднакво добре. Извършени са ремонтни работи, за да може през 1830 г. да се отвори Голяма галерия с капандура. Въпреки това ниско висящите произведения все още са трудни за разглеждане. През 1851 г. изложбата се провежда във временна конструкция в двора, преди да се завърне на традиционното си място до 1881 г., когато могат да се използват първите зали на новия Музей на изящните изкуства. Този музей остава място за всички следващи издания.
Произведенията на старите майстори най-накрая sа преместени от Двореца на Карл Лотарингски на Rue de la Régence/Regentschapsstraat през 1887 г., давайки нова употреба на Двореца на изящните изкуства на Алфонс Балат (на фр.: Palais des Beaux-Arts, на нидерл.: Paleis voor Schone Kunsten), открит през 1880 г. (да не се бърка с настоящия Център за изящни изкуства).
- Брюкселският салон of 1830 г. в двореца „Карл Лотарингски“, организиран от Жан-Батист Маду
- Дворецът през 1846 г., илюстрация от Guide pittoresque dans Bruxelles
- Карта на двореца и на музейната зона през 1880 г.

### 20 и 21 век
Музеят продължава да се разширява през следващите години чрез чрез покупки, дарения или завещания. През 1913 г. дарението на De Grez обогатява колекцията с повече от 4000 произведения, датиращи от 16 до 19 век. През 1919 г. музеят променя името си на Кралски музей на изящните изкуства на Белгия (на фр.: Musée des Beaux-Arts de Belgique, на нидерл.: Museum voor Schone Kunsten van België). Това име е променено отново през 1927 г. на сегашното му име: Кралски музеи на изящните изкуства на Белгия.
Преустройството на музея от архитекта Алберт Ван Хуфел от 1923 до 1930 г. позволява ново представяне на колекциите. Музеят на модерното изкуство е затворен през 1959 г., а Старият двор е частично разрушен през 1960 г. за изграждането на Кралската библиотека на Белгия (KBR). От 1962 до 1978 г. за временни изложби са използвани залите на неокласическия хотел на пет нива Отел Лото (Hôtel du Lotto0, известен също като Отел Алтенло (Hôtel Altenloh), на Плас Роял. Разширението на Музея на старинното изкуство, съчетано с това на Националния архив на Белгия, зад фасадите на бившия Дворец на националната индустрия, позволява създаването на нов набор от зали и аудитория. По проект от 1962 г. на архитектите Роланд Делер и Жак Белман, той е открит на етапи през 1972 г. и 1974 г. През 1965, 1967 и 1969 г. към Плас Роял са прибавени съответно Отел Аржантò, Отел Грешàм и Отел Алтанлò. Задълбоченото реновиране на двореца на Балат е извършено на последователни етапи от 1977 г. По същото време, през 1978 г., започва изграждането на подземната част на Музея на модерното изкуство, с вход през Отел Аржанто. Комплексът е открит през 1984 г.
През 2004 г. музеят започва програма за преструктуриране с цел да направи своите колекции по-достъпни и да достигне до по-широка публика. Кураторът на музея Мишел Драге иска да обедини различни колекции от федерални институции и да създаде специфични музеи, които по-добре да подчертават определена подколекция. През 2009 г. за тази цел е създаден Музей „Магрит“. През 2013 г. Музей „Край на века“ отваря врати в подземните зали, в които от 1984 г. се помещава Музеят на модерното изкуство. Затварянето на Музея на модерното изкуство обаче е посрещнато с много протести, но това също така отбелязва началото на конкретизирането на нов международен музей за модерно и съвременно изкуство на друго място в Брюксел. Този нов музей трябва да бъде отворен до 2022 г. Колекцията ще се състои от произведения на изкуството от затворения музей, заем от частни колекционери и от колекциите на големи банкови институции.
- Дворецът на изящните изкуства, второто (настоящо) местоположение на музея, през 1910 г.
- Интериорът на Двореца на изящните изкуства през 1910 г.
- Разполагане на Музей „Магрит“ в Отел дю Лото на Плас Роял през 2008 г.

## Музеи
Има шест музея, свързани с Кралските музеи за изящни изкуства на Белгия; два от тях се намират в основната сграда - Музеят на старите майстори или Музеят на стариното изкуство, чиито колекции обхващат европейското изкуство до 1750 г., и Музеят на модерното изкуство. Тези музеи се намират в центъра на Кралския квартал, на Куденберг в Брюксел. Музеят „Магрит“, открит през 2009 г., и Музеят „Край на века“, открит през 2013 г., са в непосредствена близост до основната сграда. По-малкият Музей „Константин Мьоние“ и Музей „Антоан Вирц“, посветени на двамата белгийски художници, се намират на няколко километра от центъра на града – в Иксел.

### Музей на старинното изкуство
Музеят на старинното изкуство има богата колекция от европейски картини, скулптури и рисунки от 15 до 18 век. По-голямата част от колекцията се формира около фламандската живопис, представена в хронологичен ред. Например има ценни пана на ранната фламандска живопис (Питер Брьогел Стари, Рогир ван дер Вейден, Роберт Кампен (Флемалският майстор), Йеронимус Бош, Антонис ван Дайк и Якоб Йорданс). Музеят се гордее и със своята Зала на Рубенс, в която се съхраняват повече от двадесет картини на художника. Картината Пейзаж с падането на Икар, отдавна приписвана на Брьогел, се намира там и е предмет на известната поема на У. Х. Одън Musée des Beaux Arts, кръстена на музея. Има и постоянни временни изложби.

#### Фламандска колекция
В колекцията на Музея за старинно изкуство се намират около 1200 произведения на европейското изкуство, обхващащи период от XIV по XVIII век. В основата на колекцията са произведения от Фландрия, а почти всички фламандци са представени със свои значими произведения. Сред платната са Благовещение на Робер Кампен, Пиета и два портрета на Рогир ван дер Вейден, няколко картини на Дирк Баутс на религиозна тематика, на Петрус Кристус и на Хуго ван дер Гус, няколко портрета и Мъченичество на Св. Себастиан на Ханс Мемлинг, Мадоната с Младенеца и Tриптих на Льовенското братство на Св. Анна от Куентин Масейс, Венера и Амур и два портрета на дарители от Мабюз (Ян Госарт).
- Робер Кампен. Благовещение. 1420-1440 г.
- Рогир ван дер Вейден. Портрет на Антоан Бургундски. 2-рата трета на XV век
- Дирк Баутс. Олтар на Правосъдието: „Съдът на Отон“. 1470-1475 г.
- Ханс Мемлинг. Портрет на Барбара ван Вленденберг. Ок. 1480
- Ханс Мемлинг. Портрет на Уилям Мореел. Ок. 1480
- Ханс Мемлинг. Мъченичеството на св. Себастиан. 1470-1480

В музея се намират 7 картини на Питер Брьогел Стари, включително знаменитото Падението на въстаналите ангели, а също така Поклонението на влъхвите, Зимен пейзаж с кънкобегачи и капани за птици, Преброяване във Витлеем, Пейзаж с падането на Икар (ранно копие), Вино на празника на св. Мартин (ранно копие), Прозяващ се мъж (със спорно авторство).
Творчеството на Рубенс е представено от много картини, в това число Христос и блудницата, Етюд с глави на чернокожи, Поклонение на мъдреците, Носенето на кръста, Мъченичеството на Света Ливиния, Мъченичеството на Света Урсула, Пейзаж с лов на Аталанти, Портрет на Петрус Пекиус“ (?), Чудото на Свети Бенедикт, Падането на Икар, „Падането на титаните“ и Коронясането на Дева Мария. 
Якоб Йорданс е представен с Възхваляването на Помона, Свети Мартин изцелява прокажен, Сузана и старците, Състезание между Аполон и Пан, Сатир и селяни. Картините на Антонис ван Дайк са Портрет на Жан-Шарл дела Фай, Портрет на скулптора Франсоа Дюкеноа, Портрет на генуезска дама и нейната дъщеря, Риналдо и Армида и Разпъването на Христа.
- Питер Брьогел Стария. Падение на въстанали ангели. 1562
- Питер Брьогел Стария. Зимен пейзаж с кънкобегачи и капани за птици. 1565
- Питер Брьогел Стария. Преброяването на Витлеем. 1566
- Петер Паул Рубенс. Падението на титаните. 1637-1638
- Петер Паул Рубенс. Коронясване на Дева Мария. 1-ва половина на XVII век
- Петер Паул Рубенс. Избиване на младенците. 1611-1612
- Петер Паул Рубенс. Мъдростта побеждава войните и раздорите. 1632-1633
- Якоб Йорданс. Сатир и селяни. 1620
- Якоб Йорданс. Сузана и старците. 1653
- Антонис ван Дайк. Портрет на Франсоа Дюкеноа. 1-ва трета на XVII век

Във фламандската колекция на Музея на старинното изкуство се съхраняват още Сватба от Питер Брьогел Млади, Лов на елени от Франс Снайдерс, Пиячи на двора от Адриан Браувер, „Фламандски пазар“, Картоиграчи и Натюрморт от Давид Тенирс Млади.
- Франс Снайдерс. Лов на елени. 2-ра четвъртина на XVII век
- Адриан Брауер. Почерпка в двора. 1631-1632
- Давид Тенирс Млади. Натюрморт. 1645-1650

#### Нидерландска колекция
Нидерланската колекция на Кралските музеи е скромна, но се отличава с качеството на представяните експонати. Тук се отнасят изображението на деца и няколко портрета на Франс Халс, Портрет на Николас ван Бамбек от Рембранд, Общата чаша от Питер де Хох, Трапеза от Габриел Метсю и Изглед от Харлемско море от Якоб ван Ройсдал. Най-популярният експонат от този раздел на музея е триптихът Изкушенията на Свети Антоний (копие от неизвестен художник от ателието на Йеронимус Бош).
- Франс Халс. Три деца с козел и теленце. Ок. 1620
- Йеронимус Бош. Разпятие с дарител. 1480-1485.

#### Френска и италианска живопис
Френската живопис е представена от Клод Лорен с неговия Еней на лов на елени на брега на Либия, Юбер Робер с Фонтан и колонада в парка и Жан-Батист Грьоз с Портрет на Жорж Хугенот дьо Кроаси (?). Музеят представя италиански художници от Венецианската школа: Света Дева Мария с Младенеца и Свети Франциск от Карло Кривели, Мъченичеството на Св. Марк от Якопо Тинторето, Божествени добродетели от Джамбатиста Тиеполо и ведути от Франческо Гуарди.

#### Лукас Кранах Стари
Лукас Кранах Стари е представен, освен с Адам и Ева и Венера и Купидон, и с прочутия Портрет на д-р Шайринг, който в Германия упорито се свързва с банкнотата от 1000 германски марки, на която е изобразен.
- Карло Кривели, Св. Франциск. ок. 1470
- Лукас Кранах Стари, Портрет на доктор Шейринг. 1529

### Музей на модерното изкуство
В основата на колекцията от XIX век в Музея за модерно изкуство са произведения на белгийски художници. Наред с традиционните произведения на Антоан Джоузеф Вирц, трябва да се подчертаят скулптурите на Константин Мьоние, много от които изобразяват работници и миньори. Музеят съхранява Саломе от Алфред Стевенс – най-известният представител на белгийския импресионизъм. Музеят също така представя забележителни творби като Руска музика от Джеймс Енсор и Нежността на Сфинкса от Фернан Кнопф.
Сред живописните шедьоври от 19 век, представени в музея, са Смъртта на Марат от Жак-Луи Давид, Вергилий чете Енеида на семейството на император Август от Жан Огюст Доминик Енгър, Пейзажът на Орнан от Гюстав Курбе и Портрет на Луиза Ризенер и Ева Калимаки-Катарги (? ) от Анри Фантен-Латур. Френската живопис от края на 19 век. представят Портрет на Сюзане Бамбридж от Пол Гоген, Пролет от Жорж Сьора, Заливът от Пол Синяк, Двама ученика от Едуар Вюиар, пейзаж от Морис Вламинк и скулптура от Огюст Роден „Кариатида“, Портрет на един селянин от Винсент ван Гог (1885 г.) и Натюрморт с цветя от Ловис Коринт.
- Фернан Кнопф. Изкуство, или нежността на сфинкса. 1896.
- Жан-Луи Давид. Смъртта на Марат. 1793
- Пол Гоген. Портрет на Сюзана Бамбридж. 1891
- Винсент ван Гог. Портрет на селянин

Музеят разполага с богата колекция от белгийски сюрреалистични творби. Магрит е представен в музея със своите L'homme du large, Le joueur secret, Империя на светлината, Демонът на перверзността, Le galet и La réponse imprévue, Пол Делво с Двойката, Пигмалион и Вечерен влак – типичен железопътен сюжет за този художник. Музеят съхранява L'armée céleste наМакс Ернст.

### Музей „Магрит“
Музеят „Магрит“ има една от най-богатите колекции от картини на белгийския художник сюрреалист Рене Магрит, включително около 200 оригинални картини, рисунки и скулптури, като Завръщането, Шехерезада и Империята на светлината. Колекцията е резултат от проницателни покупки и щедри дарения, идващи най-вече от колекцията на вдовицата на художника Жоржет Магрит и от Ирен Амоар Скютенер, която е негов основен колекционер. Открит на 20 май 2009 г., музеят отваря врати на 2 юни 2009 г. Той се помещава в Отел дю Лото на Плас Роял, съвсем близо до Музея на старинното изкуство.
- Отел дю Лото (Отел Алтанло) – седалище на Музей „Магрит“
- Вход на музея
- Зала на музея

### Музей „Край на века“
Открит на 6 декември 2013 г., музеят Fin-de-Siècle представя колекции от произведения на изкуството от края на 19 и началото на 20 век, когато Брюксел е уникален артистичен кръстопът и столица на Ар Нуво. Художниците, представени в колекцията на музея, включват Константин Мьоние, Джеймс Енсор, Анри Евенпул, Фернан Кнопф, Леон Спилиарт, Хосе де Рибера, Жак-Луи Давид и Жорж Мине. Музеят се помещава в Оте де Брасьор (Отел Грешам), точно до Музей за старинно изкуство, също на Плас Роял.
- Отел де Брасьор – седаище на Музей „Край на века“
- Вход на музея
- Анри дьо Тулуз-Лотрек, Японски диван, 1893 г.
- Луи Мажорел, Библиотечка с водна лилия, 1902 г.

### Музей „Антоан Вирц“
Животът и творчеството на Антоан Вирц са почетени в бившето студио на художника на улица Vautier/Vautierstraat 62 в Иксел, в сърцето на квартал Леополд, близо до жп гара Брюксел-Люксембург. Този уникален музей предлага поразителна гледка към монументалните картини, статуи и скици, белязани от белгийското романтично движение. Изграждането на тази работилница-музей е договорено през 1850 г. между Вирц и белгийското правителство. През годината след смъртта на художника цялата колекция от творби в ателието му е завещана на белгийската държава. От 1868 г. Музей „Вирц“ е част от Кралските музеи за изящни изкуства на Белгия
- Вход на Музей „Вирц“
- Главна зала
- Антоан Вирц,Тримуфът на светлината, 1862–1870 г.

### Музей „Константин Мьоние“
Разположен в бившата къща и работилница на Константин Мьоние на 59, rue de l'Abbaye/Abdijstraat в Иксел, музеят съхранява 150 творби и документи на реалистичния художник и скулптор. Мюние построява този красив дом-студио към края на живота си. Къщата е придобита от белгийската държава през 1936 г. и е отворена за обществеността през 1939 г. От 1986 г. тя е прикрепена към Кралските музеи за изящни изкуства на Белгия и впоследствие е реновирана.
- Музей „Мьоние“
- Главна зала